# Topolog
Topolog est une commune roumaine située dans le județ de Tulcea.